# Cesta I. triedy 10
Die Cesta I. triedy 10 (slowakisch für ‚Straße 1. Ordnung 10‘), kurz I/10, ist eine Straße 1. Ordnung in der Slowakei. Sie verläuft von der Grenze zu Tschechien bei Makov, quer durch das Javorníky-Gebirge nach Bytča, wo sie hinter der Waagbrücke an der I/61 endet. Zugleich ist sie Teil der E 442.
Die Straße entstand am 1. August 2015 durch Ausgliederung aus der I/18.